# Gafallengrat
Gafallengrat är en bergstopp i Schweiz.   Den ligger i kantonen Uri, i den centrala delen av landet, 100 km öster om huvudstaden Bern. Toppen på Gafallengrat är 2 719 meter över havet.
Terrängen runt Gafallengrat är huvudsakligen bergig, men österut är den kuperad. Runt Gafallengrat är det glesbefolkat, med 17 invånare per kvadratkilometer.. Närmaste större samhälle är Airolo, 7,4 km söder om Gafallengrat. 
Trakten runt Gafallengrat består i huvudsak av gräsmarker.